# Wilhelm Runtsch

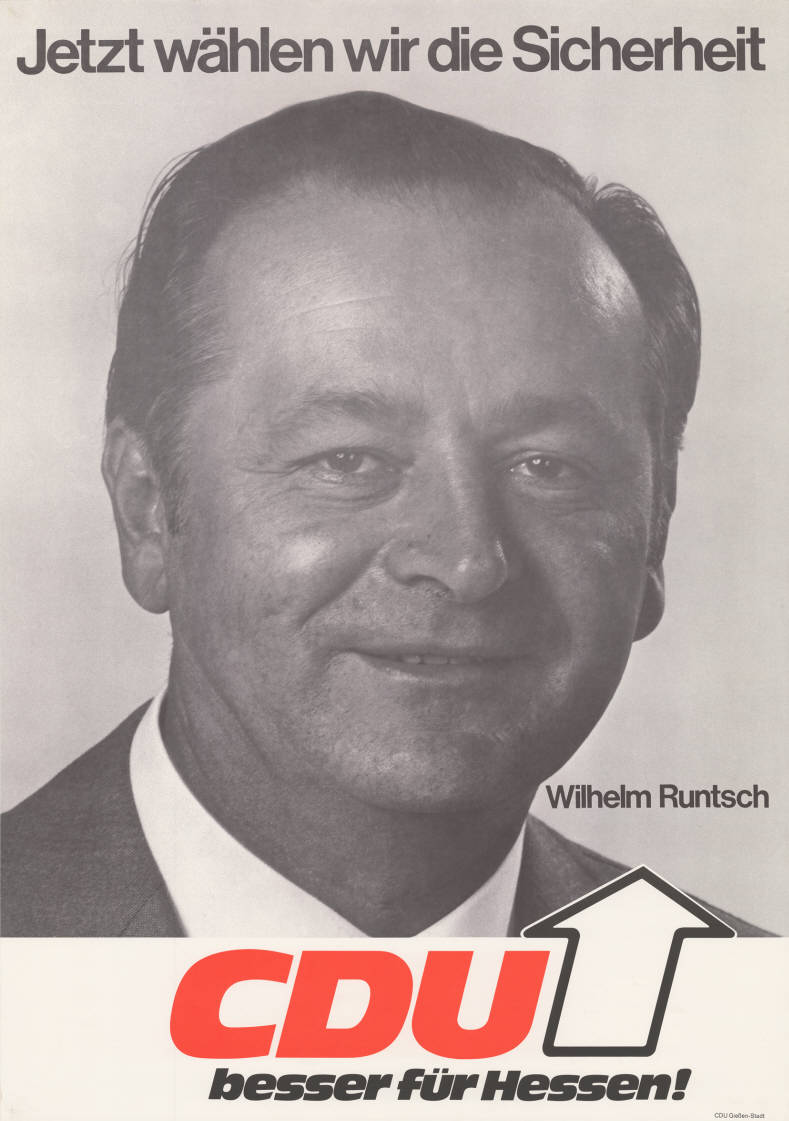
Kandidatenplakat zur Landtagswahl in Hessen 1974

Wilhelm Runtsch (* 19. Januar 1921 in Radigau bei Kaaden, Tschechoslowakei; † 20. August 1977 in Lahn-Gießen) war ein hessischer Politiker (BHE, CDU) und Abgeordneter des Hessischen Landtags.

## Leben
Wilhelm Runtsch leistete nach dem Besuch von Volksschule, Bürgerschule und dem Realgymnasium in Kaaden (Eger) 1940 bis 1945 Kriegsdienst bei der Luftwaffe. Nach dem Krieg studierte er Rechtswissenschaften in Marburg an der Lahn und wurde dort Mitglied des Corps Rhenania. Nach den beiden juristischen Staatsexamen war er zunächst Anwaltsassessor in Gießen und dann Syndikus bei einem Arbeitgeberverband. Seit 1956 arbeitete er für das Land Hessen. Seit 1958 war er bei der hessischen Straßenbauverwaltung und ab 1960 Justitiar des Straßenbauamtes Hessen-Mitte in Gießen.
Wilhelm Runtsch beantragte am 8. Januar 1944 die Aufnahme in die NSDAP und wurde zum 1. April desselben Jahres aufgenommen (Mitgliedsnummer 10.057.086).
Bis 1962 war er Mitglied im BHE und danach der CDU. Von 1968 bis 1977 war er Kreisvorsitzender der CDU Gießen-Stadt. In Gießen war er seit 1960 Stadtverordneter und seit 1964 Fraktionsvorsitzender der CDU.
Vom 1. Dezember 1970 bis zum 24. Mai 1977 gehörte er dem Hessischen Landtag an. Der Widerstand der Bevölkerung gegen die Gebietsreform in Hessen war in Mittelhessen besonders ausgeprägt. In der aus Gießen und Wetzlar künstlich gebildeten Stadt Lahn gelang der Union bei den Kommunalwahlen in Hessen 1977 ein Erdrutschsieg. In der Stadt Lahn erzielte die CDU einen Zuwachs von 30,2 Prozentpunkten und kam auf 50,7 Prozent. 1977 wurde Wilhelm Runtsch zum Oberbürgermeister der Stadt Lahn gewählt. Klaus Peter Möller wurde sein Nachrücker im Landtag.
Wilhelm Runtsch war seit Gründung der Vertriebenenverbände viele Jahre in verschiedenen Funktionen tätig. 